# Cima di Aquila
Cima di Aquila är en bergstopp i Schweiz.   Den ligger i distriktet Blenio och kantonen Ticino, i den sydöstra delen av landet, 130 km öster om huvudstaden Bern. Toppen på Cima di Aquila är 3 096 meter över havet, eller 14 meter över den omgivande terrängen. Bredden vid basen är 0,27 km.
Terrängen runt Cima di Aquila är huvudsakligen mycket bergig. Närmaste större samhälle är Biasca, 19,6 km söder om Cima di Aquila. 
Trakten runt Cima di Aquila består i huvudsak av gräsmarker. Runt Cima di Aquila är det glesbefolkat, med 15 invånare per kvadratkilometer.